# Groß Leuthener Wassermühle

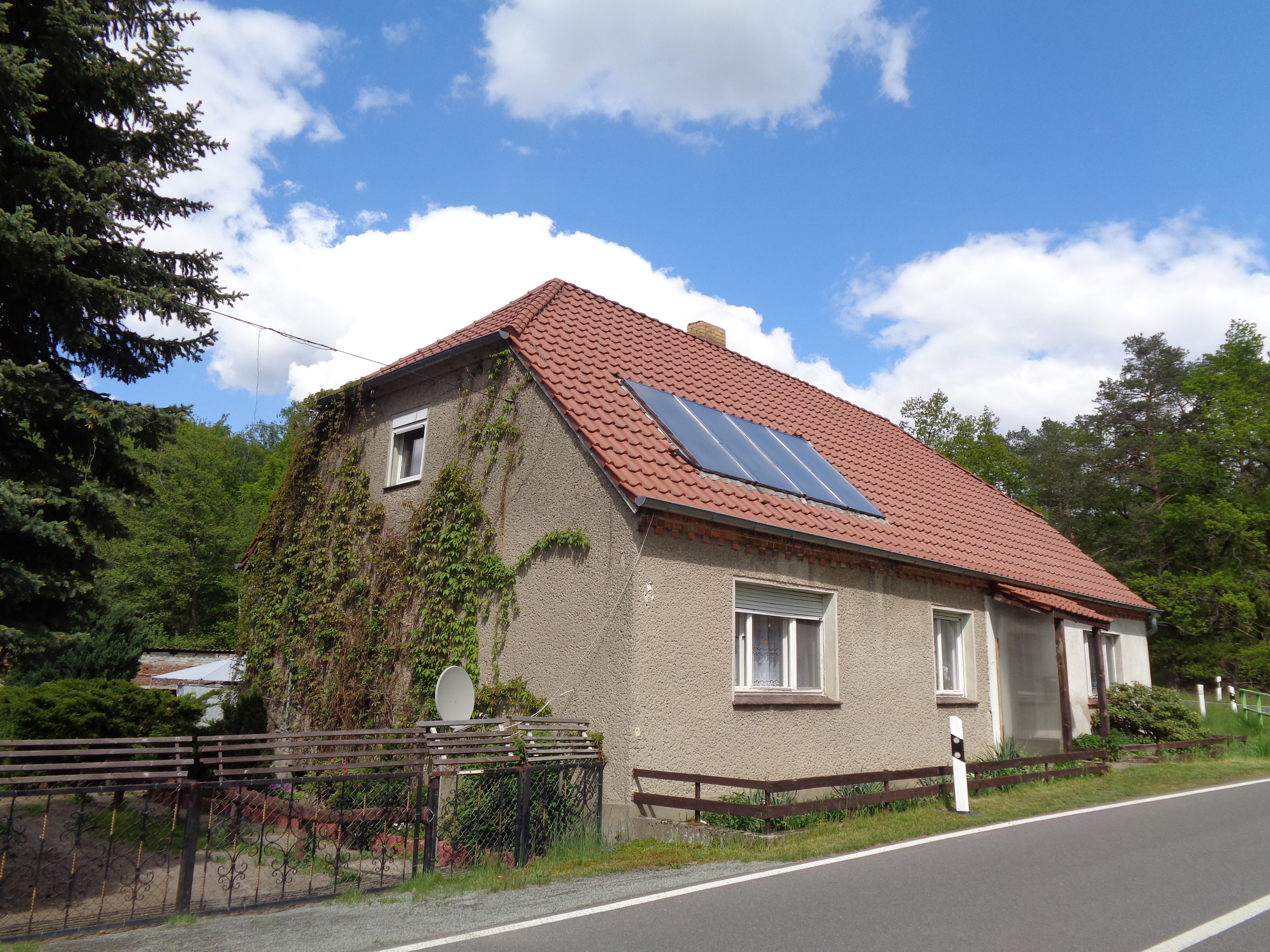
Groß Leuthener Wassermühle, Südwestseite

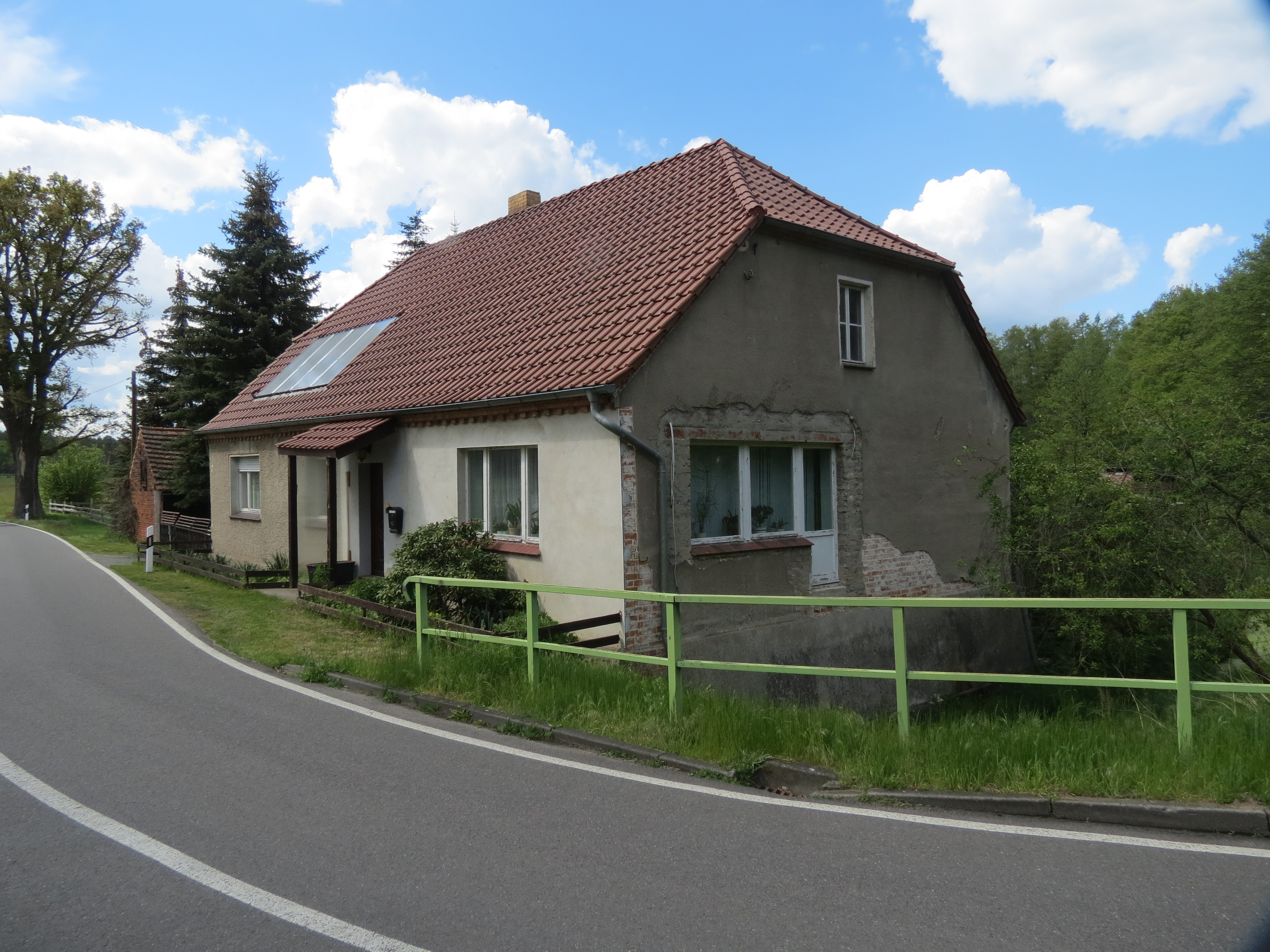
Groß Leuthener Wassermühle, Südostseite

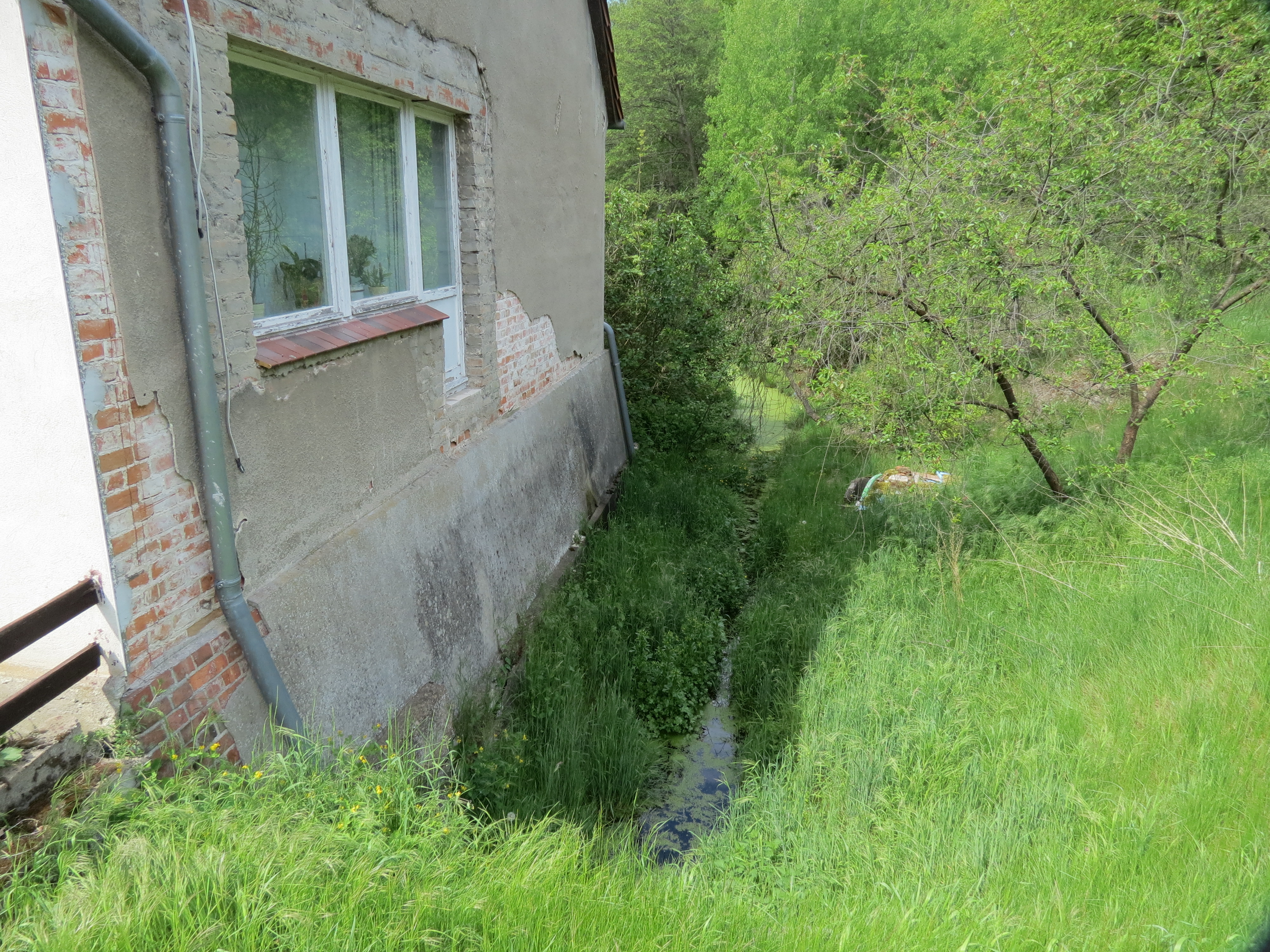
Groß Leuthener Wassermühle, Ostseite mit Unterwasser

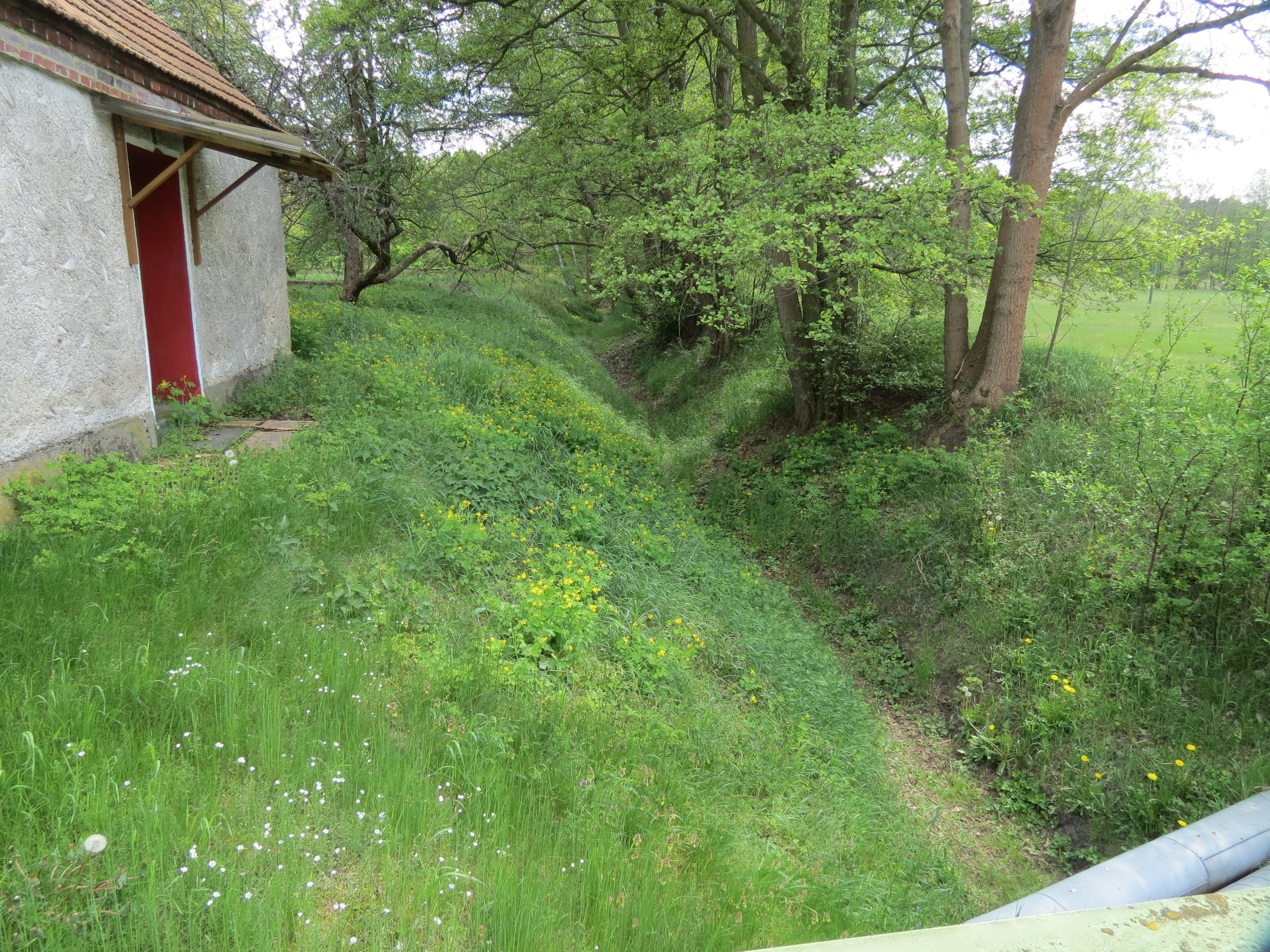
Groß Leuthener Wassermühle, ehemaliger Mühlgraben, nun trocken

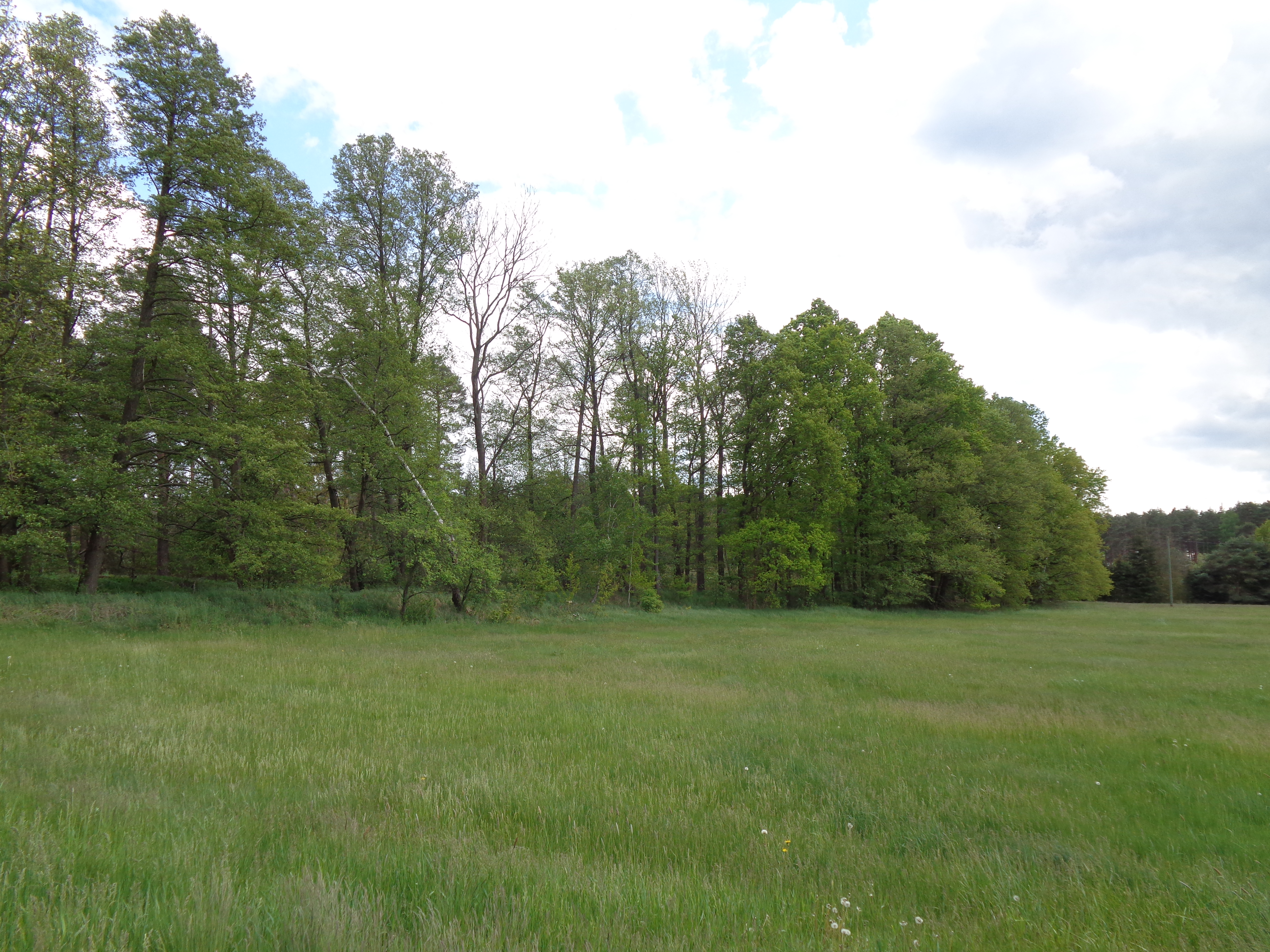
Groß Leuthener Wassermühle, ehemaliger Mühlteich, nun Wiese

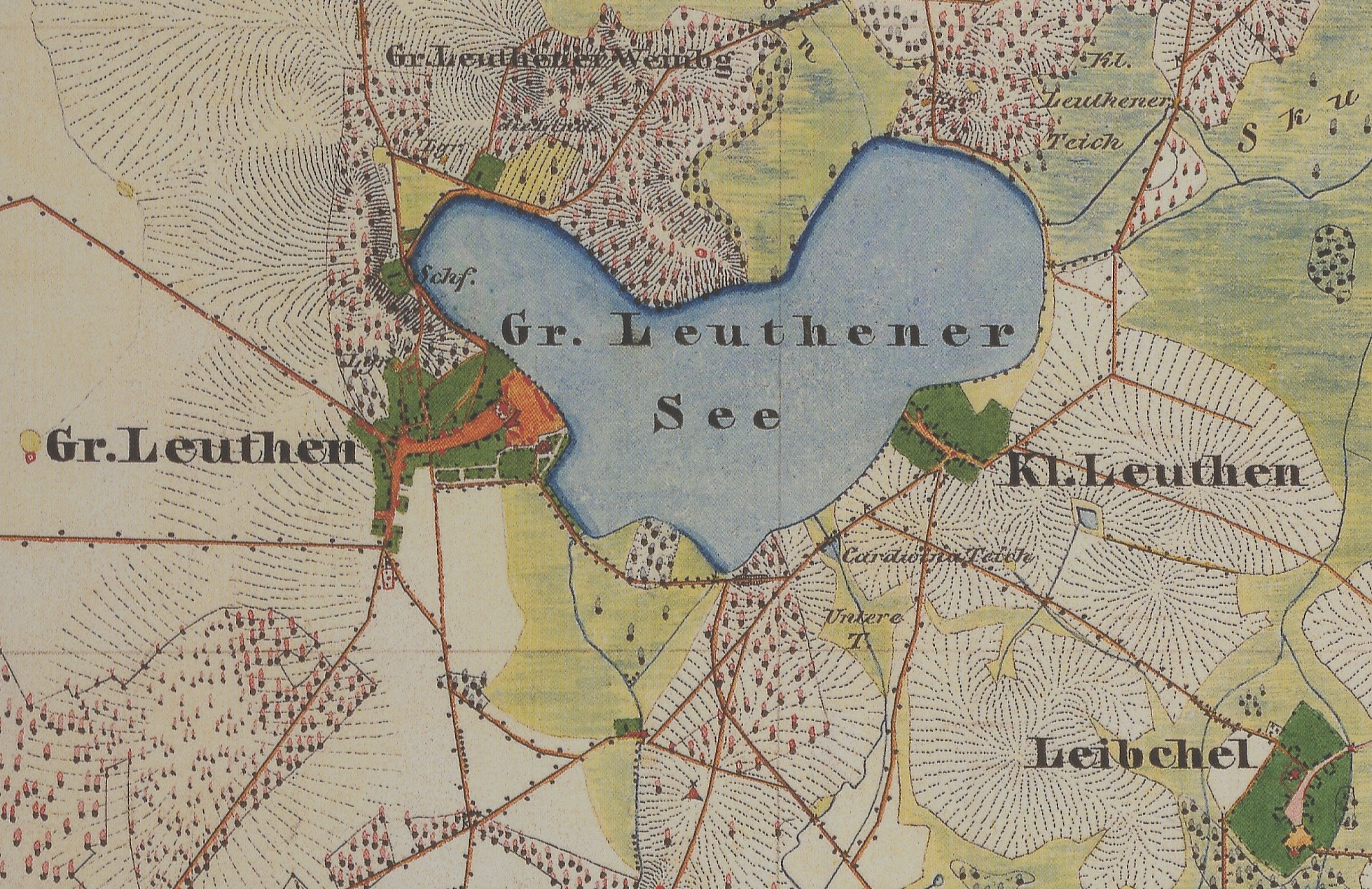
Groß Leuthener Wasser- und Windmühle auf dem Urmesstischblatt 3950 Groß Leuthen von 1846

Die Groß Leuthener Wassermühle war eine Wassermühle und ein Wohnplatz am Dollgener Seegraben im Ortsteil Groß Leuthen der Gemeinde Märkische Heide im Landkreis Dahme-Spreewald (Brandenburg). 

## Lage
Die ehemalige Wassermühle und Wohnplatz Großleuthener Wassermühle liegt ca. einen Kilometer südöstlich vom Ortskern von Groß Leuthen und etwa 1,3 km südwestlich vom Ortskern von Klein Leuthen. Die Mühle wurde durch den Dollgener Seegraben angetrieben, der aber heute kaum noch Wasser führt. Heute hat die ehemalige Mühle den Straßennamen Wassermühle 1 und ist auch kein offizieller Wohnplatz mehr.

## Geschichte
Die Groß Leuthener Mühle ist bereits im Schmettauschen Kartenwerk von 1767/87 verzeichnet. Die Bauern der drei Dörfer Klein Leuthen, Dollgen und Bugk mussten das Fließ samt Quellen oberhalb der Groß Leuthener Mühle sauber halten. Unterhalb der Mühle war der Müller dafür zuständig.
Für 1818 verzeichnet die Topographisch-statistische Uebersicht des Regierungsbezirks Frankfurth a. d. O., publiziert 1820, eine Wasser- und eine Windmühle. Die Windmühle stand ca. 300 m südöstlich der Wassermühle auf einem kleinen Hügel. Sie wurde vom Wassermüller mitbetrieben, da nur ein Wohnhaus mit sieben Einwohnern unter der Eintragung Groß Leuthener Mühlen genannt ist. Wind- und Wassermühle werden auch für 1840 und 1864 in Übersichten genannt. Separate Einwohnerzahlen für den Wohnplatz werden aber nicht aufgeführt.
1842 wurde die Wasser- und Windmühle des Gottfried Schultka, gerichtlich taxiert auf 966 Reichstaler 5 Silbergroschen und 10 6/7 Pfennig, öffentlich versteigert. Der neue Besitzer (August) Seidler erhielt 1845 eine Entschädigung für den Wegfall des Mahlzwanges. 1854 wurden die auf der Mühle des August Seidler haftenden grundherrlichen Reallasten abgelöst. 1861 hieß der Besitzer der Wasser- und Windmühle Witt. Im Messtischblatt 3950 Groß Leuthen von 1903 fehlt die Windmühle bereits. Wann sie abgerissen wurde, ist nicht bekannt.
1924 wurde die Mühle in Groß Leuthen von Erich Schulte betrieben. Die Mühle gehörte aber laut Auskunft des Einwohnerbuch(s) für den Kreis Lübben von 1929/30 der Mühlenbesitzerin Amanda Witte. Erich Schulte ist im Einwohnerbuch lediglich als Lagerverwalter aufgeführt.
1934 war die Mühle in den Besitz der Lübbener Amtsmühlenbetriebs-Gesellschaft übergegangen. Nach Buchert war die Mühle noch bis in die 1960er Jahre in Betrieb.

## Gebäude und wasserbauliche Anlagen
Das Mühlengebäude wird heute als Wohnhaus genutzt. Das Mühlenfließ verläuft noch direkt am Haus vorbei. Das Haus ist verputzt, so dass der Ansatz des Radhauses und das (sicher zugemauerte) Loch für die Wasserradwelle nicht sichtbar sind. Im digitalen Geländemodell sind die Umrisse des ehemaligen Mühlteichs noch gut zu erkennen. Er ist heute völlig trockengelegt und wird als Wiese genutzt. Der ehemalige Mühlkanal ist noch gut erhalten, ist aber trockengefallen.